# Jalid Sheij Mohamed
Jalid Sheij Mohamed o Khalid Sheikh Mohammed (en árabe: خالد شيخ محمد Ḫālid Shayḫ Muḥammad; también conocido por al menos cincuenta alias) (Baluchistan, 1 de marzo de 1964 o el 14 de abril de 1965) es un terrorista 
y prisionero pakistaní en custodia de Estados Unidos por actos plenamente comprobados de terrorismo, incluyendo el asesinato masivo de civiles. Está considerado como el autor intelectual de los atentados del 11 de septiembre de 2001.
Sheij Mohamed fue miembro de la organización Al- Qaeda de Osama bin Laden, dirigiendo las operaciones de propaganda de al-Qaeda desde alrededor de 1999 hasta finales de 2001. Mohamed fue capturado el 1 de marzo de 2003 en la ciudad paquistaní de Rawalpindi por una operación combinada de la Agencia Central de Inteligencia de Estados Unidos (CIA) y la Inteligencia Inter-Servicios de Pakistán (ISI). Inmediatamente después de su captura, Mohammad fue entregado extraordinariamente a las prisiones secretas de la CIA en Afganistán y luego en Polonia, donde fue interrogado por agentes estadounidenses.  En diciembre de 2006 fue puesto bajo custodia militar en el Campo de detención de la Bahía de Guantánamo (Cuba).
En marzo de 2007, después de importantes interrogatorios, Mohamed confesó haber sido el autor intelectual de los ataques del 11 de septiembre a las Torres Gemelas de Nueva York; el intento de hacer explotar un avión con bombas en los zapatos de Richard Reid; el atentado con bomba en un club nocturno de Bali en Indonesia; el atentado con bomba en el World Trade Center de 1993; el asesinato de Daniel Pearl y varios ataques frustrados, así como numerosos otros delitos.  Fue acusado en febrero de 2008 de crímenes de guerra y asesinato por una comisión militar estadounidense en el campo de detención de la Bahía de Guantánamo, que podría conllevar la pena de muerte si es condenado. En 2012, un exfiscal militar criticó el proceso como inaceptable debido a las confesiones obtenidas bajo tortura. Una decisión de 2008 de la Corte Suprema de los Estados Unidos también cuestionó la legalidad de los métodos utilizados para obtener tales confesiones y la admisión de tales acusaciones como prueba en un proceso penal.
El 30 de agosto de 2019, un juez militar fijó como fecha de juicio el 11 de enero de 2021 para el juicio por pena de muerte de Mohamed. Su juicio se pospuso aún más el 18 de diciembre de 2020 debido a la Pandemia de COVID-19. El juicio de Mohamed se reinició el 7 de septiembre de 2021. El 31 de julio de 2024, Khalid Sheikh Mohammed evitó un juicio con pena de muerte a cambio de una sentencia de cadena perpetua.

## Biografía
Jalid Sheij Mohamed se graduó como ingeniero mecánico de la North Carolina A&T State University en 1986. Era miembro de la organización Al Qaeda de Osama bin Laden, aunque vivió en Kuwait y no en Pakistán, dirigía las operaciones de propaganda de Al Qaeda desde algún momento en torno a 1999. Según el informe de la Comisión del 11-S, fue «el arquitecto principal de los ataques del 11 de septiembre». Está también acusado de haber tenido, o haber confesado tener, un rol en muchos de los complots terroristas más significativos de los últimos veinte años, incluyendo las bombas de 1993 en el World Trade Center, la Operación Bojinka, un ataque abortado de 2002 sobre la U.S. Bank Tower en Los Ángeles, los atentados en Bali, los ataques fallidos del vuelo 63 de American Airlines, el complot del Milenio y el asesinato de Daniel Pearl en Pakistán.
Jalid Sheij Mohamed fue capturado en Rawalpindi (Paquistán) el 1 de marzo de 2003 por la Agencia Central de Inteligencia y Inter-Services Intelligence, posiblemente en una acción conjunta con agentes del Servicio de Seguridad Diplomática (DSS) de Estados Unidos, y ha estado en custodia estadounidense desde entonces. En septiembre de 2006, el gobierno estadounidense anunció que había trasladado a Mohamed desde una prisión secreta al Centro de detención de Guantánamo. Ha habido acusaciones por parte de Human Rights Watch y del propio Jalid Sheij Mohamed de haber sido torturado estando en custodia. El 4 de febrero de 2008, se reveló que había sido sujeto a la técnica controvertida del ahogamiento simulado, también denominada "submarino". En 2002, los agentes de la CIA aplicaron la técnica del waterboarding -asfixia simulada- hasta 183 veces a Khalid Shaikh Mohammed, mantenerlo despierto por 180 horas, Etc.
En marzo de 2007, tras cuatro años en cautiverio, incluyendo seis meses de detención en la bahía de Guantánamo, Jalid Sheij Mohamed —como se sostuvo en una audiencia del Tribunal de revisión del estatus de combatiente en la bahía de Guantánamo— confesó haber sido el cerebro detrás de los atentados del 11 de septiembre de 2001, el intento de hacer estallar un avión sobre el océano Atlántico por medio de una bomba camuflada en los zapatos del terrorista Richard Reid, los Atentados de Bali (Indonesia) en 2002, el Atentado del World Trade Center de 1993 y varios ataques fallidos.
Con el objeto de permanecer cuerdo, después de los interrogatorios extremos a los que se le sometió, la CIA le permitió a Mohamed desarrollar un modelo de aspiradora.

### Operación aviones
Mohamed está considerado como el autor intelectual de los Atentados al World Trade Center de Nueva York. Ya en 1993 comenzó a idear y proponer atentados usando aviones de pasajeros contra objetivos en Estados Unidos, su motivación no era la animadversión hacia el colectivo estadounidense cotidiano; sino a la política exterior estadounidense que apoyaba a Israel. En 1996, se reunió con Osama bin Laden en Tora Bora y presentó sus planes al líder de Al Qaeda. Inicialmente Bin Laden se mostró escéptico a dichos planes; pero los atentados a las embajadas en Kenia y Tanzania terminaron por dar su apoyo tibio a los planes de Khalid Sheikh Mohamed.
Fue sin embargo, lo sucedido al Vuelo 990 de Egyptair lo que impulsó a Bin Laden a dar el aprobado a los planes de Mohamed.
El Plan aviones, consideraba el secuestro de 10 aviones de pasajeros por parte de terroristas suicidas entrenados cuyos objetivos estaba en ambas costas de los Estados Unidos; sin embargo el alcance se redujo a la costa este de ese país. La Casa Blanca y el Pentágono fueron declarados como objetivos prioritarios además del World Trade Center de Nueva York.
Para la selección de los ejecutantes de los secuestros se consideraron a personas oriundas de Arabia Saudita por su facilidad para obtener visados en Estados Unidos frente a otras nacionalidades como por ejemplo los yemeníes. Finalmente el grupo de secuestradores entrenados en pilotaje fueron 19 terroristas. Aparte de los objetivos primarios, estaban considerados edificios prominentes como el edificio del Capitolio con el objeto de causar la mayor destrucción posible. 
Los resultados de los atentados del 11 de septiembre de 2001 superaron las expectativas de Bin Laden con más de 3.000 civiles y militares fallecidos. En 2006, Mohamed confesó su autoría intelectual y está en espera del juicio fijado tentativamente para enero de 2021.